# CODLOD
CODLOD (Combined Diesel Electric or Diesel) è un sistema di propulsione navale caratterizzato dalla combinazione di propulsione elettrica e propulsione diesel.
Si tratta di un sistema di propulsione che funziona con i motori elettrici nella navigazione a velocità di crociera e commuta sui motori diesel per la navigazione ad alta velocità.
Il sistema è simile al CODOD, in cui viene usato un motore diesel per le velocità di crociera che viene commutato su un motore diesel di maggiore potenza per le alte velocità.
Nel sistema CODLOD ogni elica dispone per la velocità di crociera di un motore elettrico accoppiato un generatore diesel, mentre per l'alta velocità la potenza necessaria viene fornita da un motore diesel di maggiore potenza. Entrambi i propulsori sono connessi all'asse dell'elica mediante il sistema di trasmissione, anche se solo un propulsore alla volta può essere utilizzato. In questo si differenzia dal sistema CODLAD che può usare la potenza combinata di entrambi i tipi di propulsione.